# Sykstus Olesik
Sykstus Józef Olesik (ur. 18 marca 1931 w Czeladzi, zm. 26 października 1996) – polski działacz państwowy, funkcjonariusz służb specjalnych i dyplomata, ambasador w Libii (1979–1982).

## Życiorys
Przez dwa lata był słuchaczem Wyższej Szkoły Oficerskiej im. Feliksa Dzierżyńskiego w Legionowie. Pracował w Ministerstwie Bezpieczeństwa Publicznego, Komitecie do spraw Bezpieczeństwa Publicznego, Ministerstwie Spraw Wewnętrznych. W czerwcu 1955 delegowany do pracy na placówkę w Nowym Jorku. Zastępca przewodniczącego Komisji Planowania przy Radzie Ministrów (1976–1979). Ambasador w Libii w latach 1979–1982.
Syn Stanisława i Emilii. Pochowany na Cmentarzu Wojskowym na Powązkach (kwatera A3-1-13).

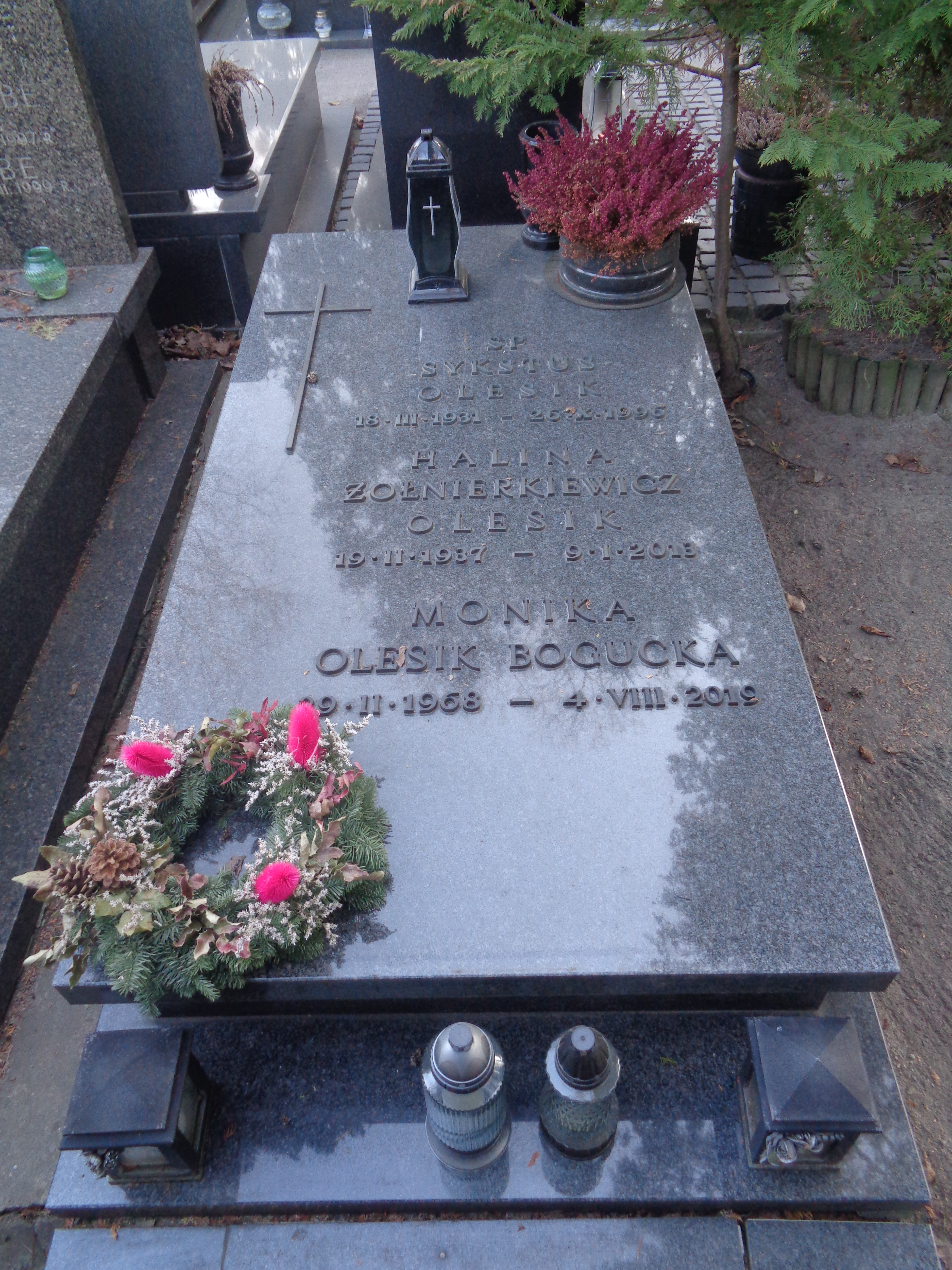
Nagrobek na Cmentarzu Wojskowym na Powązkach